# Cunurana (Melgar)
kunurana es una montaña del Perú. Tiene una altitud de 4.894 msnm. Forma parte de la Cordillera La Raya en los Andes. Se encuentra en el distrito de Santa Rosa , provincia de Melgar, departamento de Puno, Perú.